# First Responder Bowl
Le First Responder Bowl est un match annuel d'après-saison régulière de football américain de niveau universitaire se tenant au Cotton Bowl de Dallas (Texas) depuis 2011.
Il remplace le Cotton Bowl Classic qui avait émigré dans la banlieue d'Arlington en 2010 au Texas Stadium où jouent les Dallas Cowboys (équipe professionnelle de NFL).
Depuis 2018, le match est sponsorisé par la société Servpro (en) et porte de ce fait, le nom officiel de Servpro First Responder Bowl,. Précédemment, il était dénommé le Zaxby's Heart of Dallas Bowl, la société Zaxby's ayant été le sponsor du nom de 2014 à 2017. Le précédent sponsor en 2013 était la société PlainsCapital Bank qui avait elle-même succédé à la société TicketCity sponsor en 2011 et 2012 (le bowl était alors dénommé le TicketCity Bowl).

## Histoire
Lors de sa création, le match fut dénommé le "Dallas Football Classic" jusqu'à ce que la société "TicketCity", un site de vente en ligne de tickets d’événements sportifs et de divertissements, ne devienne le premier sponsor du nom du bowl.
Le match inaugural mit en présence le 1er janvier 2011 une équipe de la Big Ten Conférence (Northwestern Wildcats) contre une équipe de la Big 12 Conférence (Texas Tech Red Raiders).
Il fut ensuite dénommé le Heart of Dallas Bowl presented by PlainsCapital Bank en 2013 et jusqu'en janvier 2014 à la suite du retrait du sponsoring de la société Ticket City Bowl, celle-ci ayant transféré en 2013 son sponsoring vers l'Armed Forces Bowl à Fort Worth, Texas.
La société PlainsCapital Bank se retire début 2014 et en date du 21 octobre 2014, le bowl est renommé le Zaxby's Heart of Dallas Bowl . Le sponsoring de la société Zaxby's Real Chicken porte sur quatre années avec une option de prolongation soit jusqu'au moins la saison 2017. Cette société est une chaîne de restaurants franchisés, spécialisés dans les ailes et doigts de poulet, sandwichs et salades. La compagnie opère principalement dans le sud-est des États-Unis avec plus de 600 restaurants.
En 2013, le pay-out pour ce match était de 1 200 000 US$ par équipe et en 2018 de 1 867 000 US$.
Comme dit précédemment, c'est la société Servpro qui est devenue en 2018 le sponsor du nom du bowl.

## Anciens sponsors et logos
|  |  |  |
|  |  |  |

## Liens avec les Conférences
Le "Heart of Dallas Bowl" s'est lié contractuellement avec la Big Ten Conférence, la Big 12 Conférence et la Conférence USA.
Pour les 4 premiers matchs, il y aura alternance entre la Big 12 (2010 et 2012) et la C-USA (2011 et 2013) pour jouer contre le représentant de la Big 10.
Pour la saison 2013 (bowl joué en janvier 2014), la Big 10 ne put envoyer une équipe puisqu'elle n'avait pas assez d'équipe éligible. Une équipe fut sélectionnée "at-large" et ce fut UNLV de la Mountain West Conference qui fut sélectionnée.
Dès la saison 2014 (bowl joué en janvier 2015), c'est la C-USA qui sera d'office sélectionnée pour 6 ans. Elle jouera alternativement contre une équipe de la Big 10 et de la Big 12.

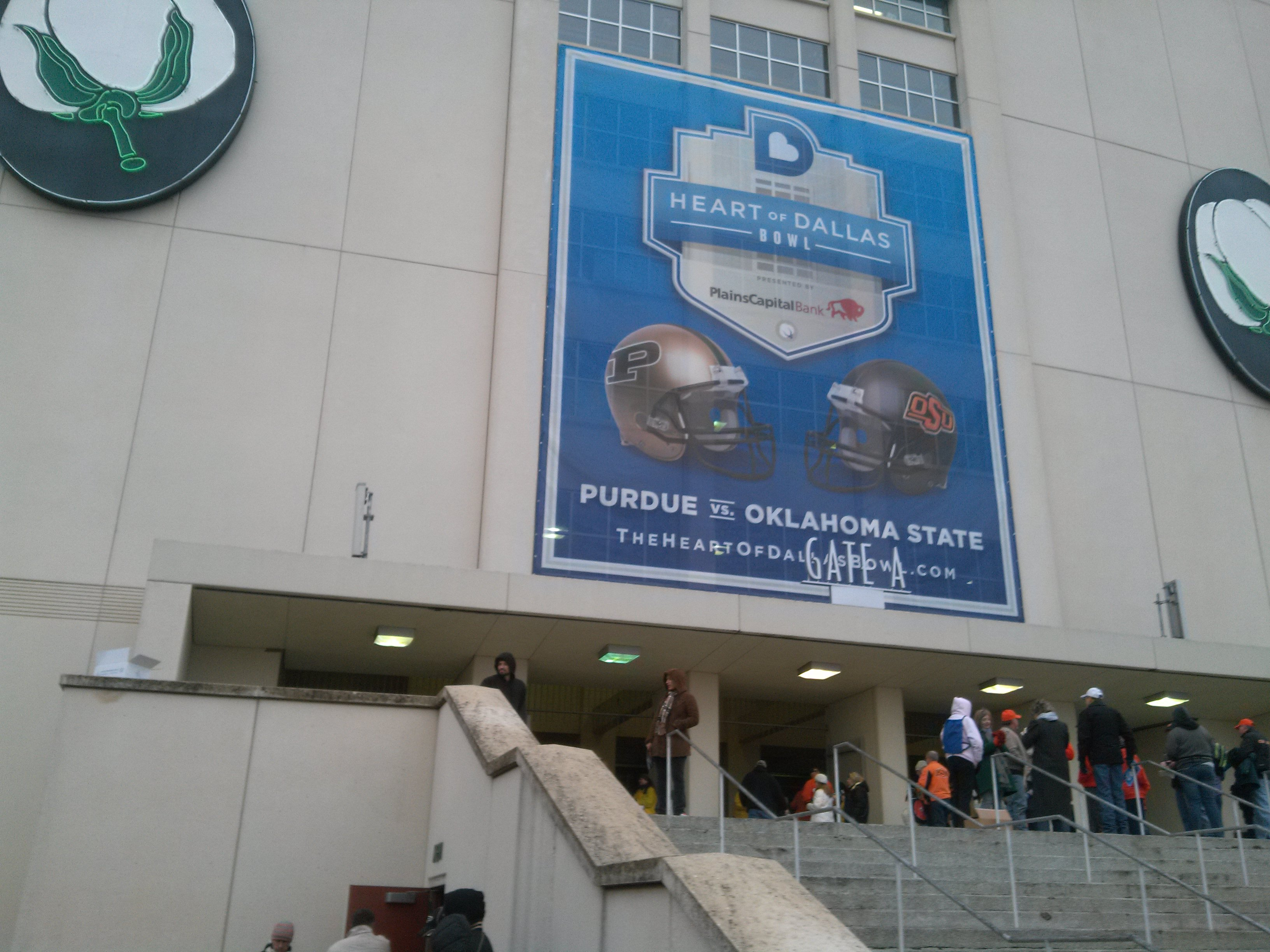
2013 Bannière du Heart of Dallas Bowl à l'entrée du Cotton Bowl

| Saisons | Liens   | Liens   |
| ------- | ------- | ------- |
| 2010    | Big Ten | Big 12  |
| 2011    | Big Ten | C-USA   |
| 2012    | Big Ten | Big 12  |
| 2013    | Big Ten | C-USA   |
| 2014    | C-USA   | Big 12  |
| 2015    | C-USA   | Big Ten |
| 2016    | C-USA   | Big 12  |
| 2017    | C-USA   | Big Ten |
| 2018    | C-USA   | Big 12  |
| 2019    | C-USA   | Big Ten |

## Le Stade
Le stade Cotton Bowl ouvrit en 1932. 
Connu à l'origine sous le nom de Fair Park Bowl, il est situé à Fair Park au Texas.
À cause de la foule immense qui y était attirée à la fin des années 1940 par Doak Walker, running back des Mustangs de SMU, le stade fut surnommé "The House That Doak Built" (la maison construite par Doak).
Le stade fut le lieu où se tenait le Cotton Bowl Classic dès la création du bowl. Il conservera ce nom de 1937 jusqu'en 2010.
Les Dallas Cowboys (équipe de NFL) en firent également leur stade pendant 11 années soit depuis la formation de l'équipe en 1960 jusqu'en 1971 lorsque l'équipe émigra vers le Texas Stadium.

## Palmarès
M.à.j. le 27 décembre 2023
| Saisons | Dates            | Vainqueurs                            | Scores  | Finalistes                                    | Assistances | Conférences      | Notes |
| ------- | ---------------- | ------------------------------------- | ------- | --------------------------------------------- | ----------- | ---------------- | ----- |
| 2010    | 1er janvier 2011 | Red Raiders de Texas Tech (8-5)       | 45-38   | Wildcats de Northwestern (7-6)                | 40 121      | Big 12 - Big Ten |       |
| 2011    | 2 janvier 2012   | Cougars de Houston (12-1)             | 30-14   | Nittany Lions de Penn State (9-3)             | 46 817      | C-USA - Big Ten  |       |
| 2012    | 1er janvier 2013 | Cowboys d'Oklahoma State (8-5)        | 58-14   | Boilermakers de Purdue (6-7)                  | 48 313      | Big 12 - Big Ten |       |
| 2013    | 1er janvier 2014 | Mean Green de North Texas (9-4)       | 36-14   | Rebels de l'UNLV (7-6)                        | 38 380      | C-USA - MW       |       |
| 2014    | 26 décembre 2014 | Bulldogs de Louisiana Tech (9-5)      | 35-18   | Fighting Illini de l'Illinois (6-7)           | 31 297      | Big Ten - C-USA  | Note  |
| 2015    | 26 décembre 2015 | Golden Eagles de Southern Miss (9-4)  | 44-31   | Huskies de Washington (6-6)                   | 20 229      | Pac 12 - C-USA   | Note  |
| 2016    | 27 décembre 2016 | Black Knights de l'Army (7-5)         | 38-31   | Mean Green de North Texas (5–7)               | 39 117      | Ind. - C-USA     | Note  |
| 2017    | 26 décembre 2017 | Utes de l'Utah (6-6)                  | 30-14   | Mountaineers de la Virginie-Occidentale (7-5) | 20 507      | Pac-12 - Big 12  | Note  |
| 2018    | 26 décembre 2018 | Eagles de Boston College (7-5)        | ANNULE~ | Broncos de Boise State (10-3)                 | -           | ACC - MW         | Note  |
| 2019    | 30 décembre 2019 | Hilltoppers de Western Kentucky (8-4) | 23 - 20 | Broncos de Western Michigan (7-5)             | 13 164      | C-USA - MAC      | Note  |
| 2020    | 26 décembre 2020 | #19 Ragin' Cajuns de Louisiane        | 31 - 24 | Roadrunners de l'UTSA                         | 3 512       | Sun Belt - C-USA | Note  |
| 2021    | 28 décembre 2021 | Falcons de l'Air Force (9-3)          | 31-28   | Cardinals de Louisville (6-6)                 | 15 251      | MW - ACC         | Note  |
| 2022    | 27 décembre 2022 | Tigers de Memphis (6-6)               | 38 - 10 | Aggies d'Utah State (6-6)                     | 24 545      | AAC - MW         | Note  |
| 2023    | 26 décembre 2023 | Bobcats de Texas State (7-5)          | 45- 21  | Owls de Rice (6-6)                            | 26 542      | Sun Belt - AAC   | Note  |

- (nombre de victoires-nombre de défaites) : Statistiques de l'équipe au terme de la saison en ce y compris le résultat du bowl.
- ~ : Match annulé à cause des mauvaises conditions météorologiques

## Meilleurs joueurs du Bowl (MVPs)
M.à.j. le 27 décembre 2023
| Saisons | Joueurs           | Équipes            | Postes       |
| ------- | ----------------- | ------------------ | ------------ |
| 2010    | Taylor Potts      | Texas Tech         | QB           |
| 2011    | Case Keenum       | Houston            | QB           |
| 2012    | Clint Chelf       | Oklahoma State     | QB           |
| 2013    | Derek Thompson    | North Texas        | QB           |
| 2014    | Houston Bates     | Louisiana Tech     | LB           |
| 2015    | Myles Gaskin      | Washington Huskies | RB           |
| 2016    | Ahmad Bradshaw    | Army               | QB           |
| 2017    | Julian Blackmon   | Utah               | CB           |
| 2018    | match annulé      | match annulé       | match annulé |
| 2019    | Lucky Jackson     | Western Kentucky   | WR           |
| 2020    | Elijah Mitchell   | Louisiana          | RB           |
| 2021    | Haaziq Daniels    | Air Force          | QB           |
| 2022    | Seth Henigan (en) | Memphis            | QB           |
| 2023    | Brian Holloway    | Texas State        | LB           |

## Statistiques par Équipes
M.à.j. le 27 décembre 2023
| Rang | Équipes                                 | Participations | G-P |
| ---- | --------------------------------------- | -------------- | --- |
| 1    | Mean Green de North Texas               | 2              | 1–1 |
| 2    | Falcons de l'Air Force                  | 1              | 1–0 |
| 2    | Black Knights de l'Army                 | 1              | 1–0 |
| 2    | Bulldogs de Louisiana Tech              | 1              | 1–0 |
| 2    | Cougars de Houston                      | 1              | 1–0 |
| 2    | Cowboys d'Oklahoma State                | 1              | 1–0 |
| 2    | Huskies de Washington                   | 1              | 1–0 |
| 2    | Ragin' Cajuns de Louisiane              | 1              | 1–0 |
| 2    | Red Raiders de Texas Tech               | 1              | 1–0 |
| 2    | Tigers de Memphis                       | 1              | 1–0 |
| 2    | Bobcats de Texas State                  | 1              | 1–0 |
| 2    | Utes de l'Utah                          | 1              | 1–0 |
| 12   | Aggies d'Utah State                     | 1              | 0–1 |
| 12   | Boilermakers de Purdue                  | 1              | 0–1 |
| 12   | Cardinals de Louisville                 | 1              | 0–1 |
| 12   | Fighting Illini de l'Illinois           | 1              | 0–1 |
| 12   | Golden Eagles de Southern Miss          | 1              | 0–1 |
| 12   | Mountaineers de la Virginie-Occidentale | 1              | 0–1 |
| 12   | Nittany Lions de Penn State             | 1              | 0–1 |
| 12   | Rebels de l'UNLV                        | 1              | 0–1 |
| 12   | Roadrunners de l'UTSA                   | 1              | 0–1 |
| 12   | Wildcats de Northwestern                | 1              | 0–1 |

## Statistiques par Conférences
M.à.j. le 27 décembre 2023
| Conférences | Participations | Gagnés | Perdus | %    |
| ----------- | -------------- | ------ | ------ | ---- |
| AAC         | 2              | 1      | 1      | 50,0 |
| ACC         | 1              | 0      | 1      | 00,0 |
| C-USA       | 5              | 2      | 3      | 40,0 |
| Big Ten     | 4              | 1      | 3      | 25,0 |
| Big 12      | 3              | 2      | 1      | 66,6 |
| Pac-12      | 2              | 2      | 0      | 100  |
| Ind.        | 1              | 1      | 0      | 100  |
| Sun Belt    | 2              | 2      | 0      | 100  |
| MWC         | 3              | 1      | 2      | 33,3 |

## Médias
L’événement est propriété de ESPN Regional Television, filiale d'ESPN.
ESPNU avait obtenu l'exclusivité pour la retransmission des deux premiers matchs. Dès la saison 2014, c'est la société ESPN qui retransmet le match.